# Compains
Compains est une commune française située dans le département du Puy-de-Dôme, en région Auvergne-Rhône-Alpes.

## Géographie

### Situation
Le village est au carrefour des routes départementales D 26 (entre Issoire et le col de la Chaumoune en direction du Cantal), D 36 (entre Ardes-sur-Couze et Besse-en-Chandesse puis Mont-Dore).

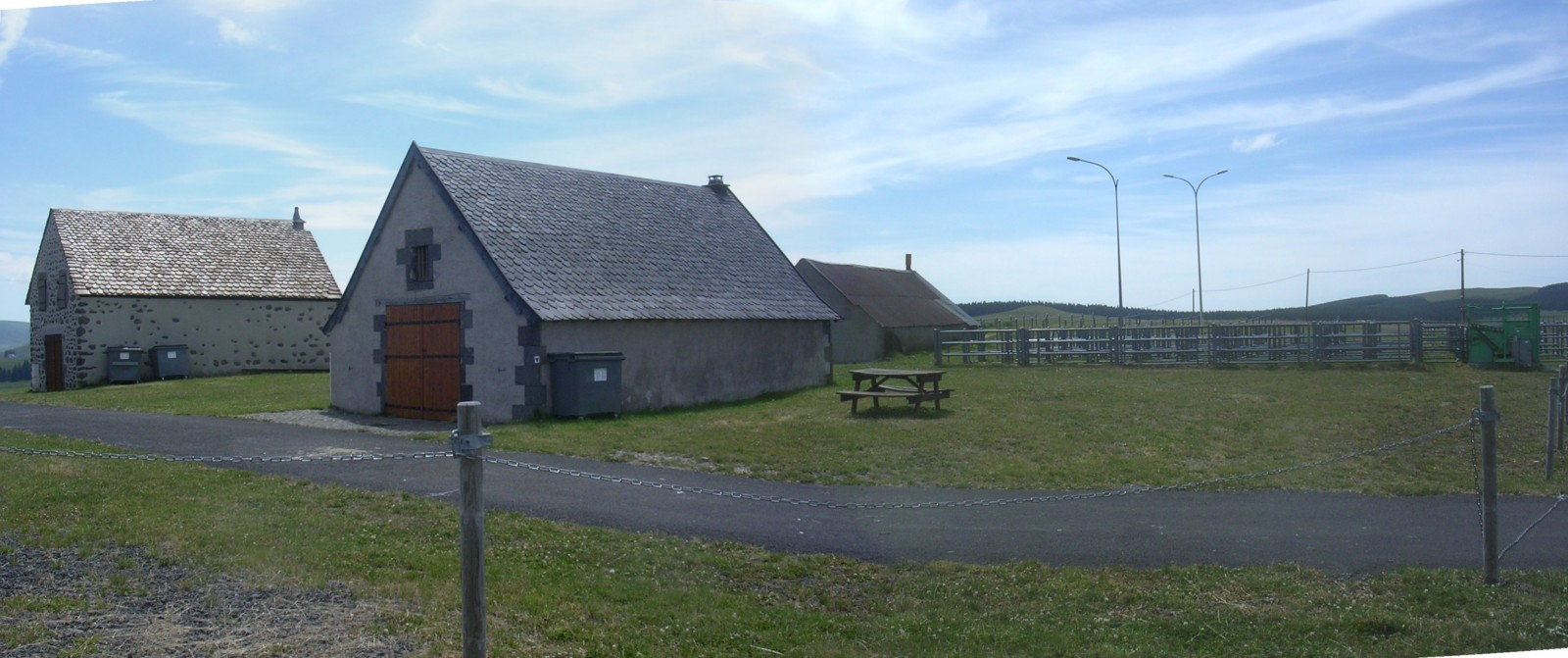
Les cabanes de la foire de Brion.

La commune comprend plusieurs hameaux ou écarts : Belleguette, Brion (où se tient chaque été une foire aux bestiaux réputée), Chandelière, Chaumiane, Chavade, Escouailloux, la Gardette, Marsol, la Roche, la Ronzière, etc.

### Communes limitrophes
Compains est limitrophe avec sept communes du Puy-de-Dôme.
|                          | Besse-et-Saint-Anastaise | Valbeleix                |
| Égliseneuve-d'Entraigues | Compains                 | Roche-Charles-la-Mayrand |
| Espinchal                | La Godivelle             | Saint-Alyre-ès-Montagne  |

### Géologie et relief
La commune de Compains est située sur les hauts plateaux volcaniques du Cézallier, au sud-ouest du département du Puy-de-Dôme. Son point culminant est atteint au sommet du puy de la Vaisse (1 358 mètres d'altitude).

### Climat
Pour des articles plus généraux, voir Climat d'Auvergne-Rhône-Alpes et Climat du Puy-de-Dôme.
En 2010, le climat de la commune est de type climat de montagne, selon une étude du Centre national de la recherche scientifique s'appuyant sur une série de données couvrant la période 1971-2000. En 2020, Météo-France publie une typologie des climats de la France métropolitaine dans laquelle la commune est exposée à un climat de montagne ou de marges de montagne et est dans une zone de transition entre les régions climatiques « Ouest et nord-ouest du Massif Central » et « Nord-est du Massif Central ».
Pour la période 1971-2000, la température annuelle moyenne est de 7,6 °C, avec une amplitude thermique annuelle de 15,2 °C. Le cumul annuel moyen de précipitations est de 1 140 mm, avec 11,8 jours de précipitations en janvier et 8,5 jours en juillet. Pour la période 1991-2020, la température moyenne annuelle observée sur la station météorologique de Météo-France la plus proche, « Anzat-le-Luguet_sapc », sur la commune d'Anzat-le-Luguet à 15 km à vol d'oiseau, est de 7,5 °C et le cumul annuel moyen de précipitations est de 1 207,2 mm,. Pour l'avenir, les paramètres climatiques de la commune estimés pour 2050 selon différents scénarios d'émission de gaz à effet de serre sont consultables sur un site dédié publié par Météo-France en novembre 2022.

## Urbanisme

### Typologie
Au 1er janvier 2024, Compains est catégorisée commune rurale à habitat très dispersé, selon la nouvelle grille communale de densité à sept niveaux définie par l'Insee en 2022.
Elle est située hors unité urbaine et hors attraction des villes,.

### Occupation des sols
L'occupation des sols de la commune, telle qu'elle ressort de la base de données européenne d’occupation biophysique des sols Corine Land Cover (CLC), est marquée par l'importance des forêts et milieux semi-naturels (75,5 % en 2018), en augmentation par rapport à 1990 (73,8 %). La répartition détaillée en 2018 est la suivante : milieux à végétation arbustive et/ou herbacée (44,7 %), forêts (30,8 %), prairies (15,4 %), zones agricoles hétérogènes (8 %), eaux continentales (0,8 %), zones humides intérieures (0,3 %). L'évolution de l’occupation des sols de la commune et de ses infrastructures peut être observée sur les différentes représentations cartographiques du territoire : la carte de Cassini (XVIIIe siècle), la carte d'état-major (1820-1866) et les cartes ou photos aériennes de l'IGN pour la période actuelle (1950 à aujourd'hui).

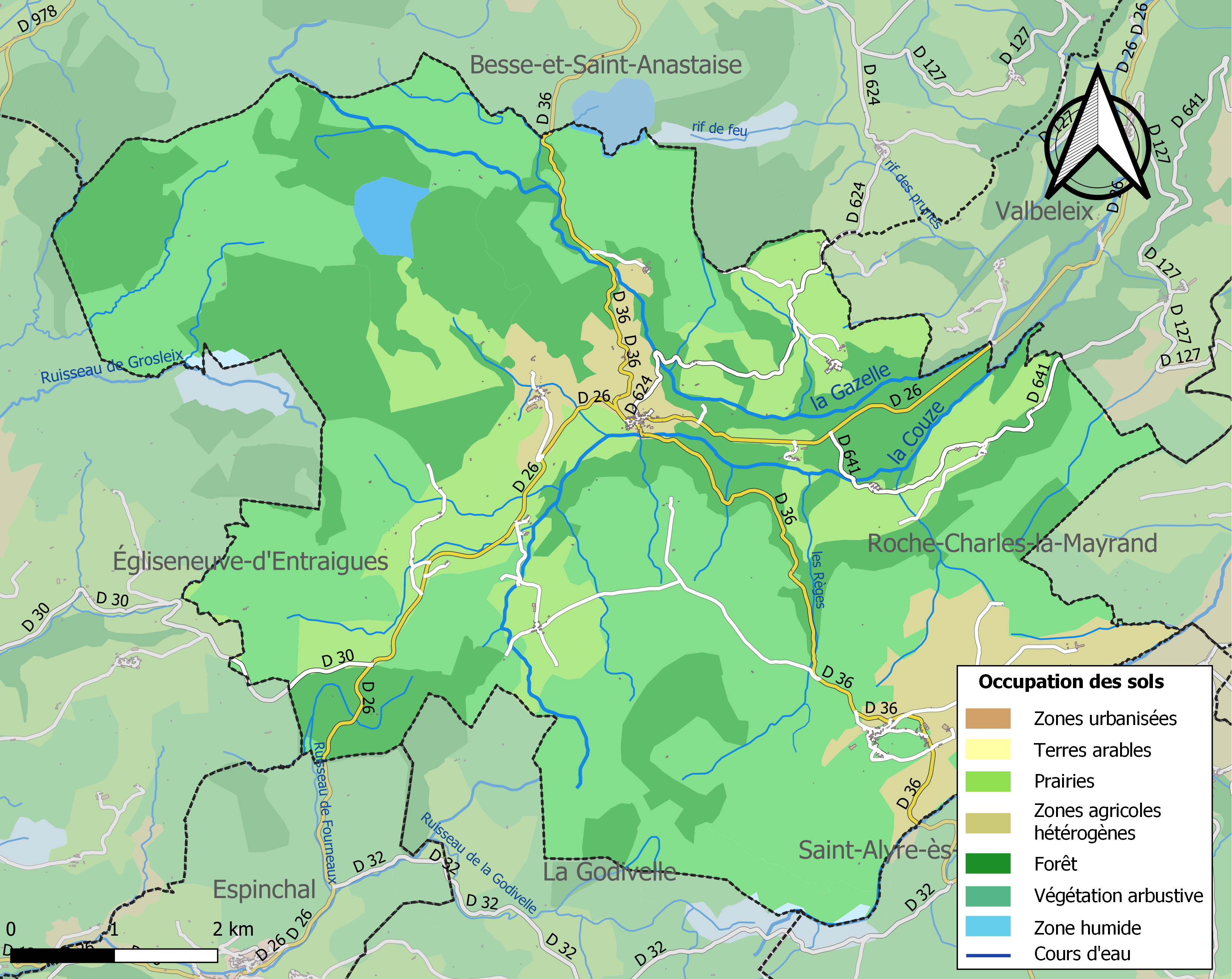
Carte des infrastructures et de l'occupation des sols de la commune en 2018 (CLC).

## Histoire

### Moyen Âge

#### La seigneurie de Brion
La forteresse de Brion (Bréon) fut érigée vers la fin du premier millénaire à La Motte de Brion, dite au Moyen Âge la butte du Brion. Les chevaliers de Bréon des XIe et XIVe siècles constituèrent un puissant lignage dont des fiefs importants, plusieurs châteaux et seigneuries, s'étendaient au cœur des montagnes du Cézalier entre Couze de Valbeleix et Alagon[Quoi ?]. C'est vers le haut de la pyramide féodale qu'il faut situer les Bréon qui, chevaliers « mutichâtelains », détenaient simultanément plusieurs seigneuries et châteaux. Vassaux des plus grands seigneurs auvergnats, on les retrouve témoins ou garants lors de signature d'accords importants, croisés à l'appel du pape ou du roi, procéduriers ou hôtes fastueux parfois, voyous à l'occasion.
Durant quatre siècles, les Bréon étendent leur influence sur une partie importante du Cézallier. Détenteurs de plusieurs fiefs et châteaux des montagnes, les Bréon ne font cependant pas partie des rares très anciennes familles d'Auvergne connues avant l'an mil, ni des plus puissantes familles nobles qui tinrent véritablement l'Auvergne du XIe siècle. S'ils ne s'allient pas avec les plus grands lignages, ceux des dauphins, les Montboissier, des Mercœur ou des La Tour, leurs alliances sont malgré tout prestigieuses, orientées vers de vieilles familles nobles des montagnes du Haut-Pays voisines de leurs possessions du Cézallier, les Chateauneuf, les Brezons, les Rochefort, les Dienne ou les Vissac, sécurisant ainsi leurs possessions dans la région.
À cette époque, les sources d'information sont rares ; apparaît au XIe siècle le chevalier Pierre de Bréon, époux en 1066 d'Artaude de Chateauneuf, fille de Guillaume de Chateauneuf-Randon, puissant seigneur de plus de quatre-vingts paroisses ou châteaux, sis en Vivarais, en Gévaudan et en Auvergne. Signe extérieur du pouvoir exercé par le seigneur de Brion sur la région, le château de Brion, aujourd'hui détruit, est cité au début du XIIIe siècle, dans un hommage rendu en 1222 par Maurin de Brion à son suzerain le comte de Clermont, dauphin d'Auvergne. Maurin reconnaît alors tenir en fief le château de Brion avec toutes ses appartenances et dépendances incluant tout ou partie de la paroisse de Compains.
Des recherches archéologiques, menées depuis l'année 2012 sous la direction de F. Surmely, ont permis la découverte d'un grand nombre de sites archéologiques, notamment d'époques médiévale et moderne sur tout le territoire de la commune et en particulier sur les plateaux. Un des sites découverts fait l'objet d'une fouille qui a débuté en 2014. Il s'agit d'un petit hameau, construit et habité au cours du XIIe siècle, puis abandonné. Il comprend plusieurs bâtiments, semi-enterrés, à murs en pierres sèches.

## Politique et administration

### Découpage territorial
La commune de Compains est membre, depuis le 1er janvier 2012, de la communauté de communes du Massif du Sancy, un établissement public de coopération intercommunale (EPCI) à fiscalité propre créé le 10 décembre 1999 dont le siège est à Mont-Dore. Ce dernier est par ailleurs membre d'autres groupements intercommunaux.
Sur le plan administratif, elle est rattachée à l'arrondissement d'Issoire, à la circonscription administrative de l'État du Puy-de-Dôme et à la région Auvergne-Rhône-Alpes. Jusqu'en mars 2015, elle faisait partie du canton de Besse-et-Saint-Anastaise.
Sur le plan électoral, elle dépend du canton du Sancy pour l'élection des conseillers départementaux, depuis le redécoupage cantonal de 2014 entré en vigueur en 2015, et de la troisième circonscription du Puy-de-Dôme pour les élections législatives, depuis le dernier découpage électoral de 2010.

### Élections municipales et communautaires

#### Élections de 2020
Le conseil municipal de Compains, commune de moins de 1 000 habitants, est élu au scrutin majoritaire plurinominal à deux tours avec candidatures isolées ou groupées et possibilité de panachage. Compte tenu de la population communale, le nombre de sièges à pourvoir lors des élections municipales de 2020 est de 11. Sur les douze candidats en lice, dix sont élus dès le premier tour, le 15 mars 2020, avec un taux de participation de 73,44 %. Le conseiller restant à élire est élu au second tour, qui se tient le 28 juin 2020 du fait de la pandémie de Covid-19, avec un taux de participation de 65,63 %.

#### Chronologie des maires

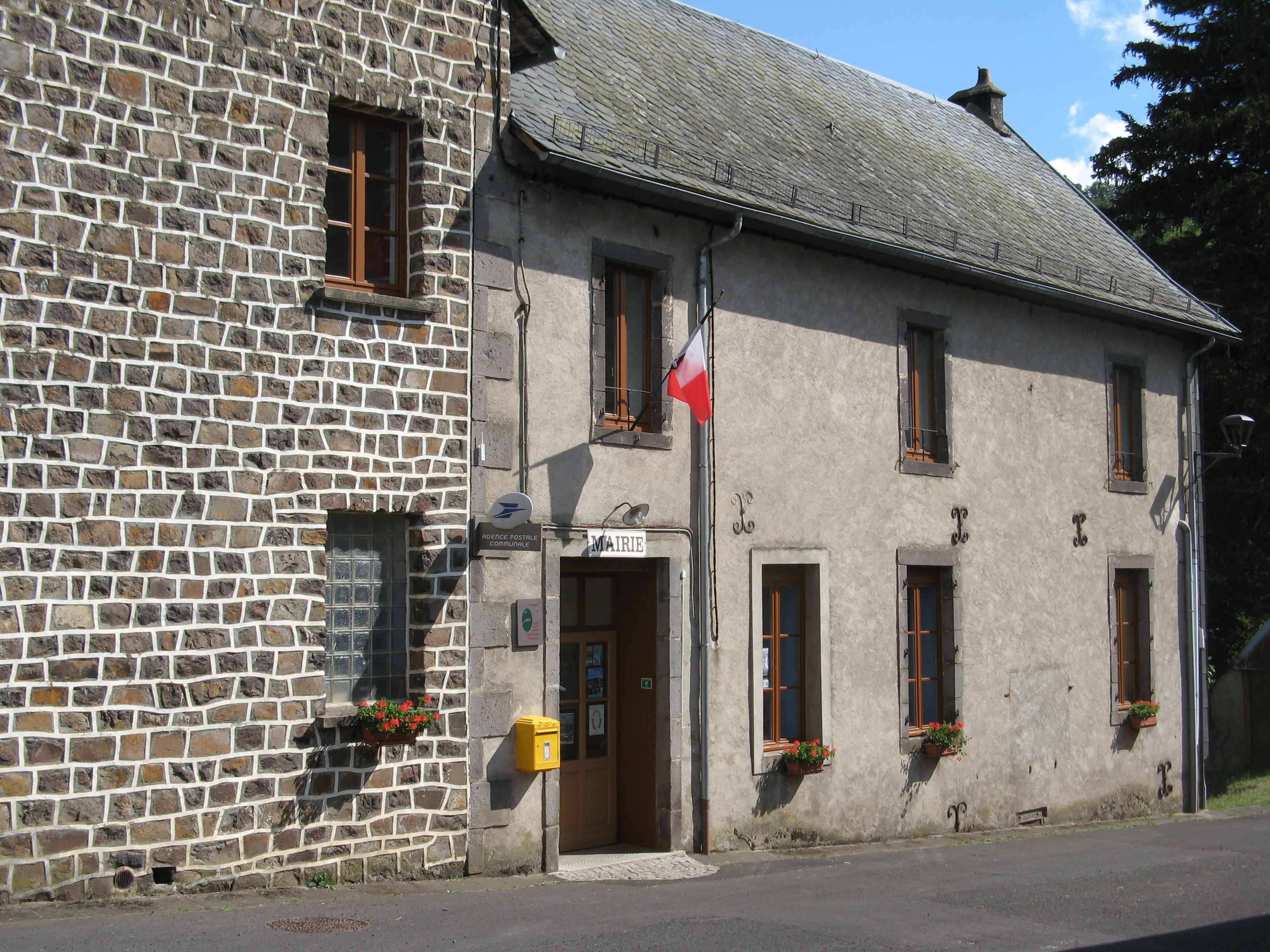
La mairie.

| Période                                  | Période                       | Identité            | Étiquette | Qualité     |
| ---------------------------------------- | ----------------------------- | ------------------- | --------- | ----------- |
| Les données manquantes sont à compléter. |                               |                     |           |             |
| mars 1983                                | mars 2008                     | Serge Gay           |           | Agriculteur |
| mars 2008                                | mars 2014                     | Catherine Larnaudie |           |             |
| mars 2014 (réélu en 2020)                | En cours (au 14 juillet 2021) | Henri Valette,      |           | Retraité    |

## Population et société

### Démographie

#### Évolution démographique
L'évolution du nombre d'habitants est connue à travers les recensements de la population effectués dans la commune depuis 1793. Pour les communes de moins de 10 000 habitants, une enquête de recensement portant sur toute la population est réalisée tous les cinq ans, les populations de référence des années intermédiaires étant quant à elles estimées par interpolation ou extrapolation. Pour la commune, le premier recensement exhaustif entrant dans le cadre du nouveau dispositif a été réalisé en 2008.

En 2022, la commune comptait 126 habitants, en évolution de +1,61 % par rapport à 2016 (Puy-de-Dôme : +2,1 %, France hors Mayotte : +2,11 %).
| 1793 | 1800  | 1806 | 1821 | 1831 | 1836 | 1841 | 1846 | 1851 |
| ---- | ----- | ---- | ---- | ---- | ---- | ---- | ---- | ---- |
| 856  | 1 191 | 832  | 826  | 858  | 887  | 849  | 869  | 910  |

| 1856 | 1861 | 1866 | 1872 | 1876 | 1881 | 1886 | 1891 | 1896 |
| ---- | ---- | ---- | ---- | ---- | ---- | ---- | ---- | ---- |
| 908  | 910  | 956  | 944  | 962  | 914  | 959  | 916  | 902  |

| 1901 | 1906 | 1911 | 1921 | 1926 | 1931 | 1936 | 1946 | 1954 |
| ---- | ---- | ---- | ---- | ---- | ---- | ---- | ---- | ---- |
| 888  | 902  | 742  | 674  | 599  | 625  | 560  | 526  | 459  |

| 1962 | 1968 | 1975 | 1982 | 1990 | 1999 | 2006 | 2008 | 2013 |
| ---- | ---- | ---- | ---- | ---- | ---- | ---- | ---- | ---- |
| 383  | 337  | 261  | 237  | 207  | 162  | 156  | 154  | 129  |

| 2018 | 2022 | - | - | - | - | - | - | - |
| ---- | ---- | - | - | - | - | - | - | - |
| 128  | 126  | - | - | - | - | - | - | - |

Pendant le XIXe siècle, la population se stabilisait autour de 900 habitants. Dès le début du XXe siècle, Compains a perdu énormément d’habitants, passant de 902 en 1906 à 162 en 1999. Une cause à cette importante diminution de la population est son taux de mortalité élevé (20,4 ‰ sur la période 1968-1975). Sur la période 1999-2010, celui-ci passe à 17,6 ‰. Le taux annuel moyen de variation est négatif depuis 1968 (– 3,6 % en 1968-1975, – 0,2 % en 1999-2010 compensé toutefois par un solde migratoire positif).

#### Pyramide des âges
La population de la commune est relativement âgée.
En 2018, le taux de personnes d'un âge inférieur à 30 ans s'élève à 21,1 %, soit en dessous de la moyenne départementale (34,2 %). À l'inverse, le taux de personnes d'âge supérieur à 60 ans est de 41,4 % la même année, alors qu'il est de 27,9 % au niveau départemental.
En 2018, la commune comptait 64 hommes pour 64 femmes, soit un taux de 50,00 % de femmes, légèrement inférieur au taux départemental (51,59 %).
Les pyramides des âges de la commune et du département s'établissent comme suit.
| Hommes | Classe d’âge | Femmes |
| ------ | ------------ | ------ |
| 0,0    | 90 ou +      | 1,6    |
| 4,7    | 75-89 ans    | 18,8   |
| 32,8   | 60-74 ans    | 25,0   |
| 23,4   | 45-59 ans    | 25,0   |
| 14,1   | 30-44 ans    | 12,5   |
| 14,1   | 15-29 ans    | 7,8    |
| 10,9   | 0-14 ans     | 9,4    |

| Hommes | Classe d’âge | Femmes |
| ------ | ------------ | ------ |
| 0,7    | 90 ou +      | 2,1    |
| 7,4    | 75-89 ans    | 10,2   |
| 17,7   | 60-74 ans    | 18,6   |
| 20,2   | 45-59 ans    | 19,2   |
| 18,4   | 30-44 ans    | 17,4   |
| 18,6   | 15-29 ans    | 17,2   |
| 17     | 0-14 ans     | 15,3   |

## Culture locale et patrimoine

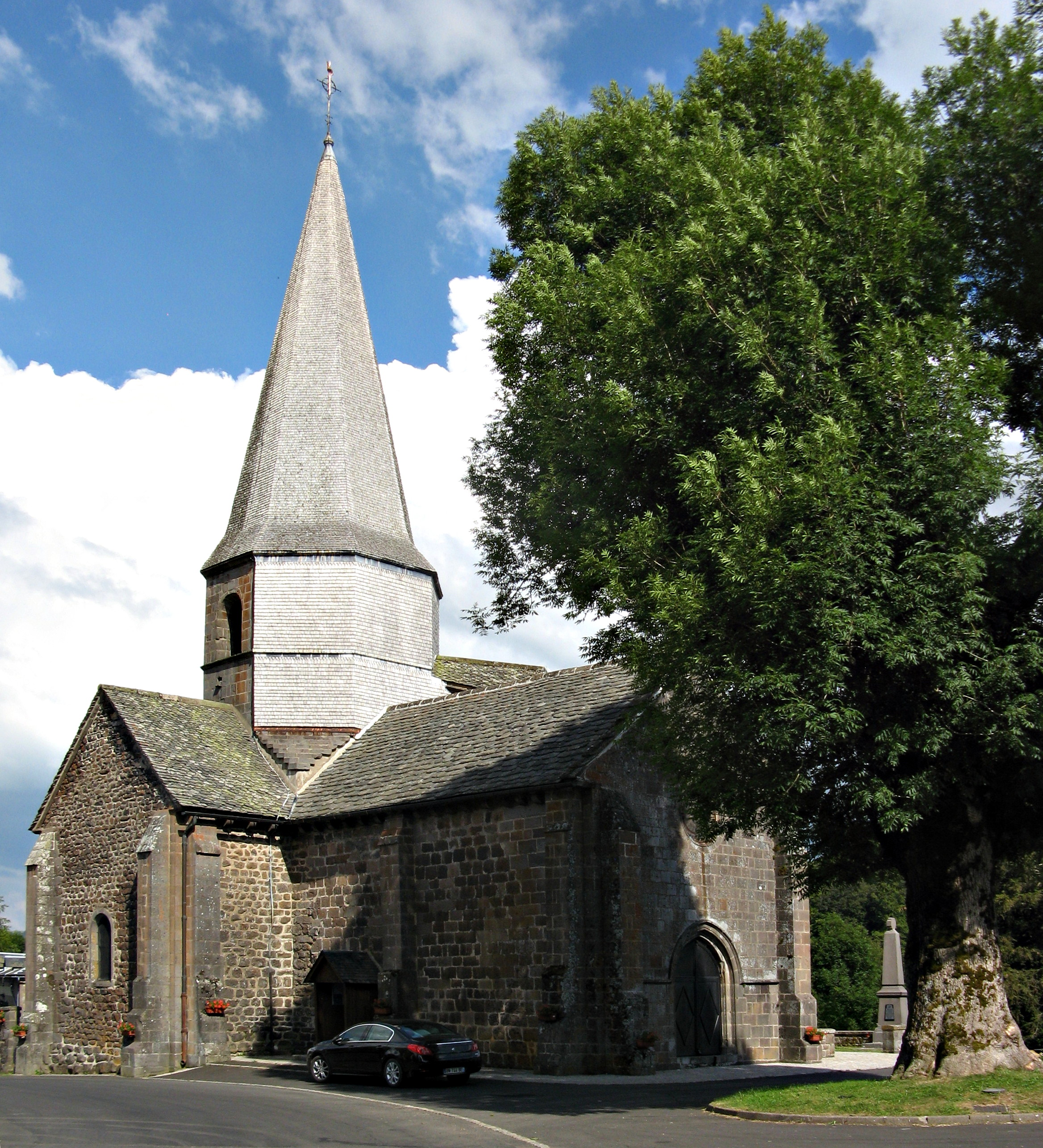
Église Saint-Georges

### Lieux et monuments
- L'église Saint-Georges des XIIIe et XVe siècles est classée au titre des monuments historiques depuis 1904[28]
- Le lac de Montcineyre.
- La Chapelle saint Gorgon, petite chapelle, ronde, au bord de la route menant au lac de Montcineyre.
- La Motte de Brion, lieu-dit où fut bâtie la forteresse de Brion[12].
- Largelier, lieu-dit aujourd’hui le château, ancien fief vassal de la seigneurie de Brion[12].

### Personnalités liées à la commune
- Le général Jean de Lattre de Tassigny se cacha à Compains, au lieu-dit le Baguet , pendant quelques semaines, après son évasion de la prison de Riom, le 3 septembre 1943[29].

### Compains et la musique
Citée par Jean-Louis Murat dans son album Dolorès : « … Alors de la Godivelle à Compains, on me jure que c'est sortilège … » (Perce-neige).